# Edwin Holgate
Edwin Holgate (ur. 19 sierpnia 1892 w Allandale, Ontario, zm. 21 maja 1977 w Montrealu, Quebec) – kanadyjski malarz, grafik, ilustrator książek, muralista, nauczyciel, od 1929 członek Grupy Siedmiu oraz Kanadyjskiej Grupy Malarzy. 

## Życiorys
W 1895 rodzina Holgate'ów przeprowadziła się z Kanady na Jamajkę, gdzie ojciec Edwina pracował jako inżynier. Ok. 1897 Edwin powrócił do Toronto, żeby rozpocząć naukę. W 1901 rodzina Holgate'ów osiedliła się w Montrealu. Od 1905 Holgate uczestniczył w zajęciach w montrealskiej Art Association pod kierunkiem Williama Brymnera. Ok. 1910 wziął udział w letnich kursach u Maurice’a Cullena. W latach 1912–1914 studiował w Paryżu. W 1914 powrócił do Montrealu, podróżując z powodu wybuchu I wojny światowej okrężną trasą przez Rosję i Japonię do Victorii. Wstąpił do czwartej dywizji kanadyjskiej, w szeregach której służył do 1919.
Po pierwszej wystawie Grupy Siedmiu w marcu 1920 młodzi niezależni artyści z Montrealu (Mabel May, Randolph Hewton i Lilias Torrance Newton) założyli ugrupowanie pod nazwą Beaver Hall Group, a kluczową rolę w jego tworzeniu odegrał Holgate. Wkrótce potem ożenił się on z Frances Rittenhouse, po czym oboje przenieśli się do Paryża. Tam Holgate studiował u rosyjskiego malarza emigracyjnego Adolfa Milmana. W 1922 powrócił do Montrealu. W tym samym roku w montrealskim Arts Club miał swoją pierwszą wystawę.
W środowisko artystycznym Montrealu Holgate stanowił pomost pomiędzy kulturą anglojęzyczną a frankofońską. Był członkiem wielu ugrupowań, w tym Kanadyjskiej Grupy Malarzy, Kanadyjskiej Królewskiej Akademii Sztuk Pięknych, Casoar-Club i Pen & Pencil Club. W 1925 odegrał zasadniczą rolę w założeniu stowarzyszenia Canadian Society of Graphic Artists.
Holgate towarzyszył swemu przyjacielowi A.Y. Jacksonowi w jego ekspedycjach malarskich, w tym w wyprawie z 1926 do regionu zamieszkałego przez plemię Gitxsan, położonego nad rzeką Skeena River w Kolumbii Brytyjskiej; w ekspedycji wziął też udział antropolog Marius Barbeau. Holgate uczestniczył w kilku wystawach Grupy Siedmiu, do której przystąpił w 1929. Stał się autorem charakterystycznego sposobu ukazywania postaci ludzkiej w krajobrazie. Odegrał również istotną rolę w odrodzeniu drzeworytu. Był wpływowym nauczycielem w École des Beaux-Arts de Montréal.

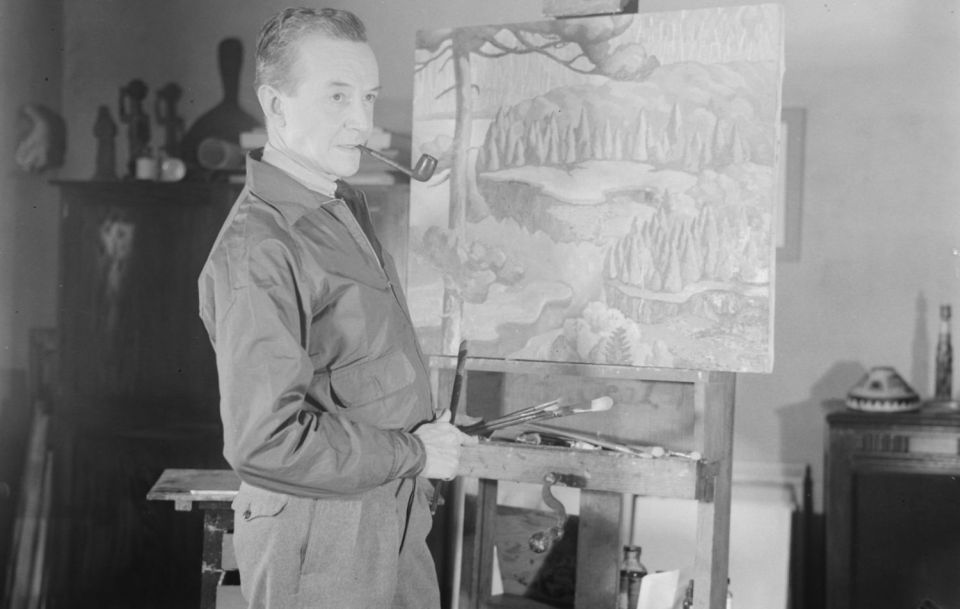
Edwin Holgate, Montreal, 1940

Po powrocie z Anglii w 1943 kontynuował swoją sztukę figuratywną nie interesując się zbytnio nowymi trendami artystycznymi. W 1946 przeniósł się do Laurentians. Powrócił do Montrealu ze względów zdrowotnych i tam zmarł w 1977. W latach 1975–1976 National Gallery of Canada zorganizowała retrospektywną wystawę prac artysty. 
Holgate najbardziej znany jest z serii obrazów łączących akt z pejzażem. Namalował również wiele murali, w tym te, które zdobią Totem Pole Room w hotelu Château Laurier w Ottawie.